# Callitris macleayana
Callitris macleayana — вид хвойних рослин родини кипарисових.

## Поширення, екологія
Країни проживання: Австралія (Новий Південний Уельс, Квінсленд). У північному Квінсленді росте у високому відкритому лісі на вологих височинах разом з Eucalyptus resinifera, Eucalyptus portuensis, Eucalyptus cloeziana, Corymbia intermedia і Syncarpia glomulifera. У Новому Південному Уельсі росте в мокрому склерофільному лісі, а також у залишках субтропічних дощових лісів разом з Ficus obliqua, Drypetes australasia, Archontophoenix cunninghamiana, Podocarpus elatus. Вид, як правило, обмежується більш бідними ґрунтами і полюбляє яри, вологі схили і вершини пагорбів. C. macleayana дуже чутливий до пожеж — не менше 25 років між виникненням пожеж потрібно для забезпечення його продовження існування.

## Морфологія
Пряморосле дерево до 40 м у висоту. Кора субволокниста, борозниста. Гілки розлогі. Зрілі темно-зелені листки завдовжки 2–3 мм, верхня сторона гостро завалився; неповнолітні листки 10–15 мм, гострі, часто залишаючись навіть на пагонах що несуть шишки (на фото). Шишки, 20–30 мм у діаметрі, поодинокі на товстих плодових гілочках, залишаючись на гілках довго після дозрівання. Шишкових лусок 6 (8, якщо з'явились на гілках неповнолітніх дерев). Насіння завдовжки близько 10 міліметрів і має крило.

## Використання
Вибіркові вирубки були в минулому. Великі дерева в даний час відносно рідкісні. Лісоматеріали використовувались для будівництва (стійкі до термітів і розпаду), а також виготовлення комодів. Цей вид також використовується в дендрохронології.

## Загрози та охорона
Минулі лісозаготівлі скоротили кількість великих дерев. Розчищення лісу під сільське господарство і скотарство також фрагментували середовище проживання і скоротило площу проживання. Пожежі, ймовірно, є основною нинішньою загрозою. Локації в Квінсленді захищені у Всесвітній спадщині вологих тропіків. У Новому Південному Уельсі цей вид відомий з ряду ПОТ.